# لوئی فیلیپ یکم، دوک اورلئان
لوئی فیلیپ یکم، دوک اورلئان معروف به le Gros (چاق) (۱۲ مه ۱۷۲۵–۱۸ نوامبر ۱۷۸۵)، یک شاهزاده فرانسوی، عضو خاندان اورلئان یک شاخه فرعی از دودمان بوربون، سلسله پادشاهی حاکم بر فرانسه بود. اولین شاهزاده خون پس از ۱۷۵۲، او بزرگ‌ترین اصیل‌زاده در دربار فرانسه پس از خانواده سلطنتی و فرزند فیلیپ آگالیته بود. وی ثروت عظیم خاندان اورلئان را تا حد زیادی تقویت کرد.